# Samuel von Troil
Samuel Gustaf von Troil, född 7 maj 1804 i Klara församling, Stockholm, död 3 november 1880 i Malmö, var en svensk officer, ämbetsman och politiker.

## Biografi
Samuel von Troil var son till kanslirådet Lars David von Troil (1764–1827) och Anna Maria Tham (1775–1859) , samt brorson till Uno von Troil, och sonson till Samuel Troilius.
von Troil blev överstelöjtnant 1845. Han var landshövding i Malmöhus län 1851–1874, ledamot av adelsståndet 1828–1866 och av andra kammaren 1867–1869. Han var ålderman för Sankt Knuts Gille i Lund 1859–1876.
von Troil var gift 17 juli 1842 med grevinnan Sophia Lovisa von Hermansson (1820–1896). De fick ett barn, dottern Anna Carolina Alexandrina (1851–1917), gift 1:o 27 juni 1871 med friherre Hans Fredrik Ramel (1845–1892), 2:o 8 maj 1893 med Gustaf Reinhold Bråkenhielm (1847–1899). När Samuel Gustaf von Troil avled 1880, slöt han den i Sverige levande adliga ätten von Troil på svärdssidan.

## Utmärkelser
von Troil blev kommendör med stora korset av Nordstjärneorden 16 november 1858, fick storkorset av Kungliga Danska Dannebrogsorden 23 maj 1860], storkorset av Vasaorden 4 augusti 1865, blev riddare av Svärdsorden 4 juli 1841 och riddare av Österrikiska Leopoldsorden 1844.